# Márcia Vieira
Márcia Vieira (16 de abril de 1982) es una deportista brasileña que compitió en judo. Ganó una  medalla de plata en el Campeonato Panamericano de Judo de 2005 en la categoría de –70 kg.

## Palmarés internacional
| Campeonato Panamericano | Campeonato Panamericano | Campeonato Panamericano | Campeonato Panamericano |
| Año                     | Lugar                   | Medalla                 | Categoría               |
| ----------------------- | ----------------------- | ----------------------- | ----------------------- |
| 2005                    | Caguas (Puerto Rico)    | Medalla de plata        | –70 kg                  |